# 溫特斯貝格山
47°42′19″N 12°58′45″E / 47.70528°N 12.97917°E

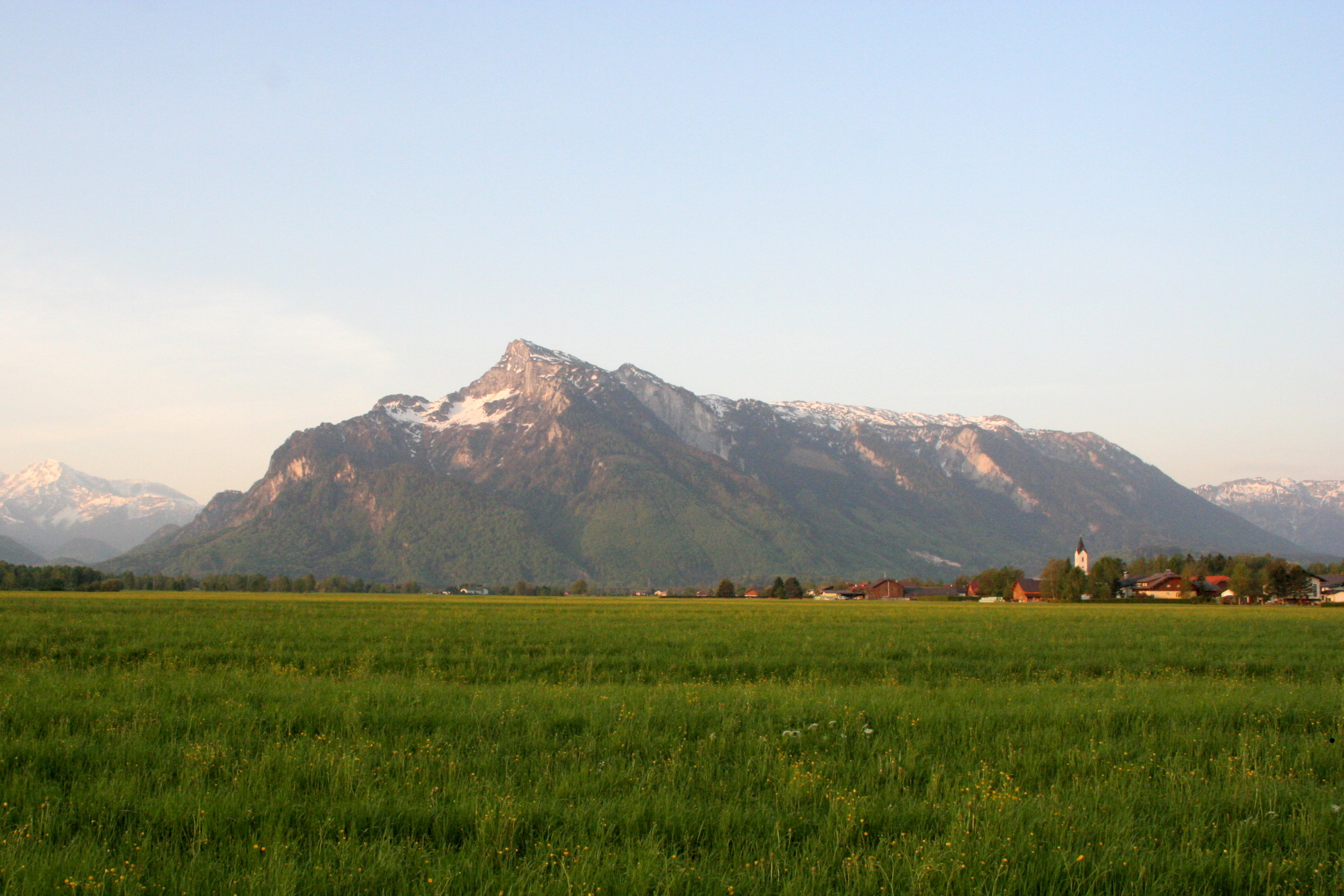

溫特斯貝格山（德語：Untersberg），是中歐的山峰，位於奧地利和德國接壤的邊境，屬於貝希特斯加登阿爾卑斯山脈的一部分，距離上格爾山11.5公里，海拔高度1,972米。